# The Incubus of Karma
The Incubus of Karma è un album in studio del gruppo musicale funeral doom Mournful Congregation, pubblicato nel 2018 dalla Osmose Productions.

## Tracce
1. The Indwelling Ascent – 3:10
2. Whispering Spiritscapes – 15:42
3. The Rubaiyat – 18:07
4. The Incubus of Karma – 5:48
5. Scripture of Exaltation and Punishment – 14:57
6. A Picture of the Devouring Gloom Devouring the Spheres of Being – 22:04

## Formazione
- Damon Good - voce, chitarra
- Justin Hartwig - chitarra
- Ben Newsome - basso
- Tim Call - batteria